# Мартин Каменецький
Мартин (Марцін) Каменецький гербу Пилява (пом. 15 березня 1530) — польський шляхтич, воєначальник і урядник Королівства Польського. Представник роду Каменецьких гербу Пилява.

## Життєпис

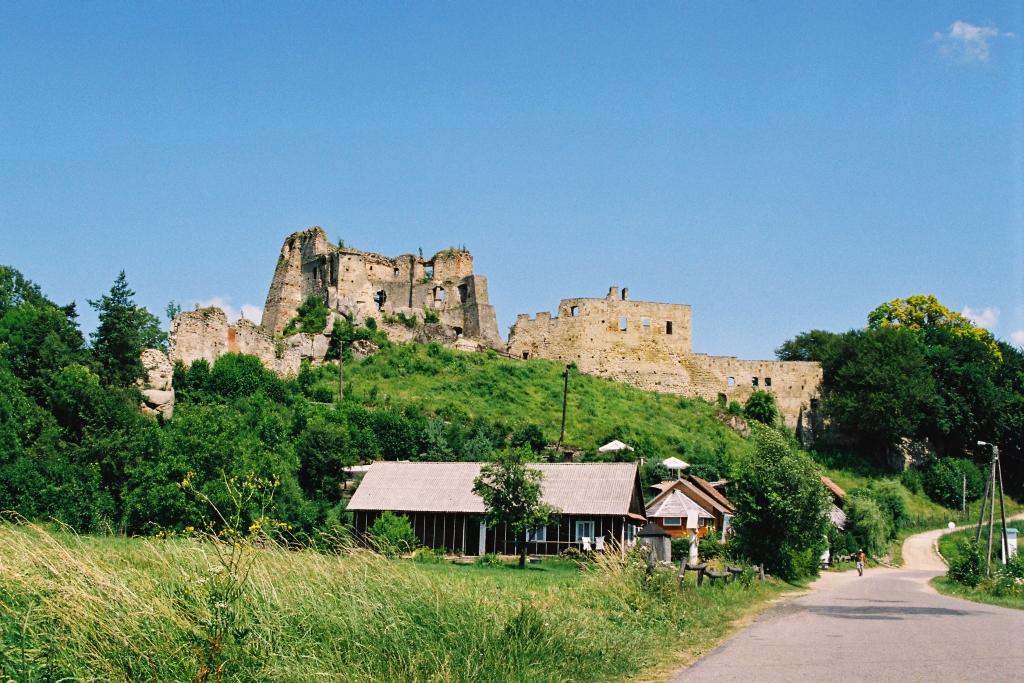
Замок Одриконь

Наймолодший син каштеляна сяноцького Генрика (Генріха) Андреаса Каменецького і його дружини Катажини з Пєньонжків, молодший брат великого коронного гетьмана Миколая Каменецького.
Був ротмістром оборони поточної. За звитягу у III-ій литовсько-московській війні у таборі під Смоленськом 10 жовтня 1508 року був номінований підкоморієм сяноцьким. Брав участь у поході-відповіді брата Миколая 1509 року до Буковини у молдавському князівстві проти господаря Богдана III Сліпого, нічийній битві під Хотином. Відзначився в квітні 1512 р. у битві під Лопушним, де польсько-литовсько-руським військом командували Костянтин Острозький і Миколай Каменецький, отримавши вітальний лист від Сиґізмунда І Старого.
На Пйотркувському сеймі 1512 став львівським каштеляном. На Краківському сеймі 1515 року став подільським воєводою, разом з біскупом Якубом Бучацьким був призначений комісаром для перемовин стосовно кордону з Молдавією.
Як воєвода подільський 1516 року разом з польним коронним гетьманом Яном Творовським і кам'янецьким старостою Станіславом Лянцкоронським розбив чамбули кримських татар під Теребовлею (800 чол.) і Підгайцями (500 чол.) (або Потоком) після того, як вони розклали кіш під Буськом.
У серпні 1516 року разом з військом коронного гетьмана Миколая Фірлея розбив татарські чамбули під Вишнівцем.
Після поразки 7-тисячного війська Костянтина Острозького, Станіслава Ходецького 2 серпня 1519 року у битві під Сокалем (їх розбило 18000 татар) М. Каменецький став командувачем оборони поточної, зосередивши військо поміж Буськом і Залізцями. Як польний гетьман («лат. vice-campiductor regni») з 17 квітня 1520 року очолив оборону поточну на Русі та Поділлі (за розпорядженням короля, укріплений табір знаходився між Олеськом та Залізцями).
Хоча володів значними маєтностями своїми і дружини, наприкінці життя повинен був сплатити значні борги, що походили із отриманого ним спадку брата Миколая. Через борг у 10000 флоринів банкір короля Северин Бонер домагався отримати у М. Каменецького замок Одриконь неподалік Коросна Перемиської землі Руського воєводства. Оскільки С. Бонер був прихильником Габсбурґів, це питання розглядали на Сеймі 1527/28 — Марцін Каменецький зберіг замок, де у березні 1528 приймав короля-вигнанця Угорщини Яноша Заполью. Після смерті Марціна банкір розпочав процес проти його 6-річного сина Яна про повернення боргу, що тривав до 1558 року. За службу король надав М. Каменецькому маєтки у воєводствах Подільському і Руському (землі Львівська, Сяноцька), де 1516 року заклав замок у Залізцях.
В 1524 році наказав утопити у ставі Попівців 2-х монахів-домініканців з Підкаменя, які боронили проти його волі фундацію монастиря.
Помер 14 або 15 березня 1530 у Кракові; був похований у родинній каплиці святого Миколая або каплиці Кмітів катедрального костелу святого Станіслава на Вавелі. Його гробівець, описаний Ш. Старовольським, не зберігся.

### Посади
Придворний короля Сиґізмунда І Старого (з 1508 р.), каштелян львівський (1512 р.), подільський воєвода (з 1515 р.), підкоморій сяноцький (1520—1528 роки), польний гетьман коронний (1520—1528 роки).

### Маєтності
Дружина Ядвіґа та її сестра Анна — дружина Фридерика Гербурта — були єдиними спадкоємицями Пйотра з Олеська; 1511 р. у Львові оформили поділ його спадку. За ним, М. Каменецкі взяв Залізці, Ф. Гербурт — Підкамінь; Олесько поділили порівну. Після поділу з братом Клеменсом (по смерті брата Миколая) з родинних маєтностей у Сяноцькій землі отримав: половину верхнього замку у Кам'янці, села Братківка, Ясениця, Лонки, Одриконь, половину Оріхівниці, Прибівку, Войківку. По Миколаєві став дідичем Велького Ксьонжу (продав 1521 р. Яну Тенчиньскому) у Краківському воєводстві. Через борги брата Миколая, які він разом з братом Клеменсом (пом. 1536 р.) по його смерті взяли на себе, майнові справи погіршилися.

### Шлюб, діти

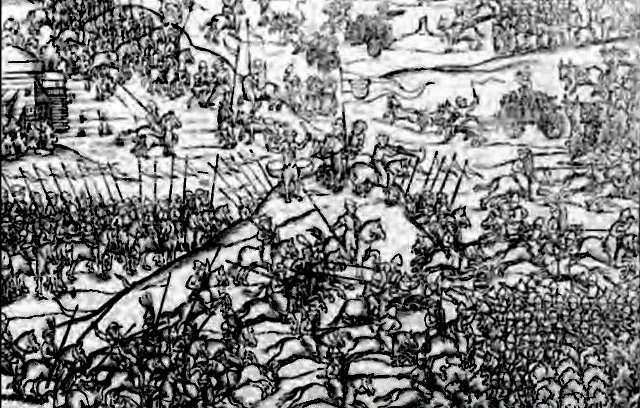
Битва під Лопушним

Одружився з Ядвигою Сененською з Олеська — донькою Петра Сенінського (або Яна Сенінського — перемиського підкоморія і Катажини Бучацької, доньки Давида (завдяки шлюбу став власником Залізців). Діти:
- Барбара — дружина надвірного підкоморія Миколая Мнішека, який приїхав із Великих Кошиць[джерело?] у Моравії
- Ельжбета — дружина Бернарда Мацейовського
- Ян (1524 — 1560) — ротмістр, продав свою частину замку в Кам'янці Северинові Бонеру[9][10]
- Клеменс — сяноцький каштелян[6].